# 个体
個體（英語：individual）是单个的人、其他生物或或其他不可分的实体，有不可分的整体、总体或单一体的意思。個體相對於群體、集體。
在生物學中，每一隻動物、一株植物、甚至一個能以單細胞生存的生命形式都可稱為“單一個體”。
在哲學或社會學中，個體一般指“一個人”或是“一個群體中的特定主體”，指人時也稱個人。個體性（individuality）又稱個性，則是指能夠成為一個個體的特性或是狀態。
從15世紀或更早（以及今天在統計學和形而上學領域）開始，個體的意思是“不可分割的”；而在統計學、形而上學中，個體又被視為“单独存在的”。

## 個人
個人是作為獨立實體存在的人。個性（或自我）是個體的狀態或品質；特別是與他人分開並擁有自己的需求或目標，權利和責任的人。在生物學，法律和哲學領域，個人的確切定義很重要。